# Walter Seuferle
Walter Seuferle (* 22. November 1928 in Leonberg; † 9. Februar 2014 in Ludwigsburg) war ein deutscher Manager. Von 1999 bis 2005 war Seuferle Aufsichtsratsvorsitzender der Dachgesellschaft Wüstenrot & Württembergische AG. Auf ihn ging u. a. der Zusammenschluss der Wüstenrot-Gruppe mit den Württembergischen Versicherungen zurück.

## Leben
Walter Seuferle wurde 1928 in Leonberg geboren. Er ging auch dort zur Schule und erwarb das Abitur am Friedrich-Schiller-Gymnasium. Nach der Schule machte er zunächst eine Ausbildung zum württembergischen Notariatassessor. Es folgte ein Studium der Rechts- und Wirtschaftswissenschaften an der Universität Tübingen, das er mit dem Diplom 1956 abschloss. Anschließend promovierte er bei Woldemar Koch, der seit 1954 eine Professur an der Universität Tübingen hatte. Bereits nach dem Diplom 1956 kam er als Sachbearbeiter zur Bausparkasse GdF Wüstenrot GmbH in Ludwigsburg. Er stieg dort relativ schnell auf und bekam weitere Ämter. 1961 übernahm er die Geschäftsführung der Hausbau Wüstenrot. 1974 wurde er stellvertretender Geschäftsführer der Bausparkasse. Zwei Jahre später übernahm er die Position des Geschäftsführers. Seuferle war für den Bereich Vertrieb zuständig. Seuferle baute das Geschäft der Bausparkasse weiter aus. Er betrieb u. a. die Fusion mit der Württembergischen Versicherungsgesellschaft und mit der Leonberger Bausparkasse. Von 1989 bis 1993 hatte er zusammen mit Dr. Otto Schäfer die Leitung der Wüstenrot-Gruppe inne. Anschließend stieg er aus dem operativen Geschäft aus und wechselte in den Aufsichtsrat der Wüstenrot-Holding. Mit 65 Jahren schied Seuferle aus und wechselte in den Aufsichtsrat. 1995 übernahm er den Vorsitz im Aufsichtsrat der Wüstenrot-Gruppe, den er sechs Jahre innehatte. Im Juni 2005 schied er aus gesundheitlichen Gründen endgültig aus dem Aufsichtsrat aus.
Walter Seuferle engagierte sich auch außerhalb von Wüstenrot. Er war Mitglied in zahlreichen Organisationen der Wirtschaft und zeitweise auch Präsident der Industrie- und Handelskammer Ludwigsburg. Von 1998 bis 2000 war er stellvertretender Präsident der Schillergesellschaft in Marbach.
Walter Seuferle war seit 1957 mit Johanna Seuferle (1925–2015) verheiratet. Aus der Ehe sind zwei Söhne hervorgegangen.

## Veröffentlichungen
- Das Verhältnis zwischen dem Staat und den Gewerkschaften in der Bundesrepublik. o. O., 1959, Hochschulschrift
- Stabile Entwicklung der gewerblichen Wirtschaft. In: Mittlerer Neckar Stuttgart, Klett, 1973.

## Belege
- Todesanzeige. In: Stuttgarter Nachrichten, 15. Februar 2014.
- Walter Seuferle, in: Börsen-Zeitung vom 15. Februar 2014.
- Trauer um Walter Seuferle. In: Zeitschrift für das gesamte Kreditwesen, 1. März 2014.

| Personendaten    | Personendaten     |
| ---------------- | ----------------- |
| NAME             | Seuferle, Walter  |
| KURZBESCHREIBUNG | deutscher Manager |
| GEBURTSDATUM     | 22. November 1928 |
| GEBURTSORT       | Leonberg          |
| STERBEDATUM      | 9. Februar 2014   |
| STERBEORT        | Ludwigsburg       |